# Muse (Birmania)
Muse (in birmano မူဆယ်မြို့), è una cittadina in Birmania, situata presso il confine con la Cina.

## Economia
La cittadina esporta beni come prodotti agricoli, pesce e minerali, mentre importa molti beni primari, prodotti tecnologici e macchinari.